# Liste des synagogues en Tchéquie
Voici la liste des synagogues, en Tchéquie.
| Nom                                           | Ville              | Date de construction | Style architectural style    | Statut                            | Image |  |
| --------------------------------------------- | ------------------ | -------------------- | ---------------------------- | --------------------------------- | ----- |  |
| Synagogue de Carlsbad (1877-1938)             | Karlovy Vary       | 1877                 |                              | démolie en 1938 (Nuit de Cristal) |       |  |
| Synagogue d'Egra (1893-1938)                  | Egra               | 1893                 |                              | démolie en 1938 (Nuit de Cristal) |       |  |
| Synagogue de Gablonz an der Neiße (1892-1938) | Jablonec nad Nisou | 1892                 | Architecture néo-mauresque   | démolie en 1938 (Nuit de Cristal) |       |  |
| Synagogue de Kremsier (1910-1942)             | Kroměříž           | 1910                 |                              | démolie en 1942                   |       |  |
| Grande synagogue de Pilsen                    | Plzeň              | 1893                 | Architecture néo-mauresque   | en activité                       |       |  |
| Synagogue de Reichenberg (1889-1938)          | Liberec            | 1889                 | Architecture néo-renaissance | démolie en 1938 (Nuit de Cristal) |       |  |
| Synagogue de Teplitz (1882-1939)              | Teplice            | 1882                 |                              | démolie en 1939                   |       |  |
| Synagogue de Troppau (1896-1938)              | Opava              | 1896                 |                              | démolie en 1938 (Nuit de Cristal) |       |  |
| Synagogue de Vítkovice (1911-1939)            | Ostrava            | 1911                 | Architecture néo-romane      | démolie en 1939                   |       |  |
| Synagogue Espagnole (Prague)                  | Prague             |                      | Architecture néo-mauresque   | en activité                       |       |  |
| Synagogue du Jubilée                          | Prague             | 1905                 | Architecture néo-mauresque   | en activité                       |       |  |
| Synagogue Klaus                               | Prague             | 1694                 | Baroque                      | en activité                       |       |  |
| Synagogue Maisel                              | Prague             | 1905                 | Architecture néo-gothique    | en activité et musée              |       |  |
| Synagogue Pinkas                              | Prague             | 1535                 |                              | en activité                       |       |  |
| Synagogue Vieille-Nouvelle                    | Prague             | 1270                 |                              | en activité                       |       |  |